# Curt von Pfuel

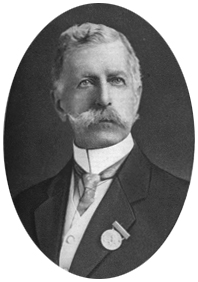
Curt von Pfuel

Curt Wolf von Pfuel (cũng viết là Kurt; 28 tháng 9 năm 1849 tại Potsdam – 16 tháng 7 năm 1936 cũng tại Potsdam) là một Thượng tướng Kỵ binh, Cục trưởng Cục thanh tra Giáo dục và Rèn luyện Quân sự của quân đội Phổ. Ông đã từng tham gia cuo5c Chiến tranh Pháp-Đức (1870 – 1871). Về sau, ông là Chủ tịch Uỷ ban Trung ương các Tổ chức Chữ Thập đỏ Đức.

## Tiểu sử
Ông sinh ra trong gia tộc von Pfuel, một gia đình quý tộc cổ có nguồn gốc từ Jahnsfelde ở vùng đồi núi Märkische Schweizl. Sau khi học các trường trun học tại Düsseldorf, Berlin và Stettin, ông học Luật ở Đại học Georg August tại Göttingen, tại đây ông đã được nhận bằng Tiến sĩ. Ngoài ra, ông cũng là thành viên của Liên đoàn Sinh viên Saxonia ("Göttinger Sachsen"). Khi cuộc Chiến tranh Pháp-Đức bùng nổ vào năm 1870, ông nhập ngũ trong Trung đoàn Khinh kỵ binh số 12 Thüringen với vai trò là một học viên sĩ quan (Fahnenjunker) và tham gia chiến đấu cùng đơn vị này trong giai đoạn cuối cùng của chiến dịch. Vào ngày 18 tháng 1 năm 1871, ông được thăng cấp Chuẩn úy, sau đó vào ngày 14 tháng 4 năm 1871, ông được phong hàm Thiếu úy. Sau một thời gian được điều vào Học viện Quân sự Phổ (1875 – 1878), ông phục vụ trong Trung đoàn Thương kỵ binh số 4 Westfalen tại Düsseldorf cho đến năm 1883. Vào tháng 5 năm 1883, ông được thuyên chuyển vào Bộ Tổng tham mưu với quân hàm Đại úy và vào tháng 10 năm đó, ông được bổ nhiệm làm tùy viên quân sự của Đức tại Madrid. Đến tháng 1 năm 1885, ông trở về nước Đức và giữ chức trợ lý cá nhân của Vương thân Wilhelm, người đã lên ngôi Hoàng đế Wilhelm II vào năm 1889. Sau khi Wilhelm II đăng cơ, ông được ủy nhiệm chức sĩ quan hầu cận của vị tân Hoàng đế. Vào năm 1889, Pfuel được lên quân hàm Thiếu tá và nhận một chức sĩ quan tham mưu trong Trung đoàn Thiết kỵ binh Cẩm vệ số 1 "Đại Tuyển hầu tước" (Schlesien), sau đó ông được phong chức Tư lệnh của Trung đoàn Thương kỵ binh số 13 Đức vua (số 1 Hannover). Ông được thăng hàm Thượng tá vào năm 1894, rồi lên Đại tá vào năm 1896 và vào ngày 27 tháng 1 năm 1898 ông được thụ phong Tư lệnh của Lữ đoàn Kỵ binh số 20, đóng quân tại Hannover. Sau khi được lên cấp Thiếu tướng vào năm 1899, ông được phong cấp Trung tướng và Sư trưởng của Sư đoàn số 28 tại Karlsruhe vào năm 1903. Đến năm 1906, ông được lãnh chức Cục trưởng Cục thanh tra Giáo dục và Rèn luyện Quân sự. Cũng trong thời gian đó, ông là Phó Chủ tịch Tòa án Quân sự Đế quốc Đức. Vào năm 1908, Pfuel được thăng cấp Thượng tướng Kỵ binh. Đến tháng 3 năm 1910, ông xuất ngũ (zur Disposition). Trong thời gian Chiến tranh thế giới thứ nhất (1914 – 1918), Pfuel là Chủ tịch Uỷ ban Trung ương Các tổ chức Chữ Thập đỏ Đức (Zentralkomitees der deutschen Vereine vom Roten Kreuz).
Curt Wolf von Pfuel đã thành hôn với bà Anna Gräfin von der Groeben vào ngày 25 tháng 1 năm 1886, tại Montreux.

## Bài viết
- German Red Cross in the World War (Hiệp hội Chữ Thập đỏ Đức trong Chiến tranh thế giới). Đăng trên: tạp chí Current History Magazine, Band 5 (tháng 11 năm 1916), các trang 278-280.